# Taufbecken Rocquemont (Oise)

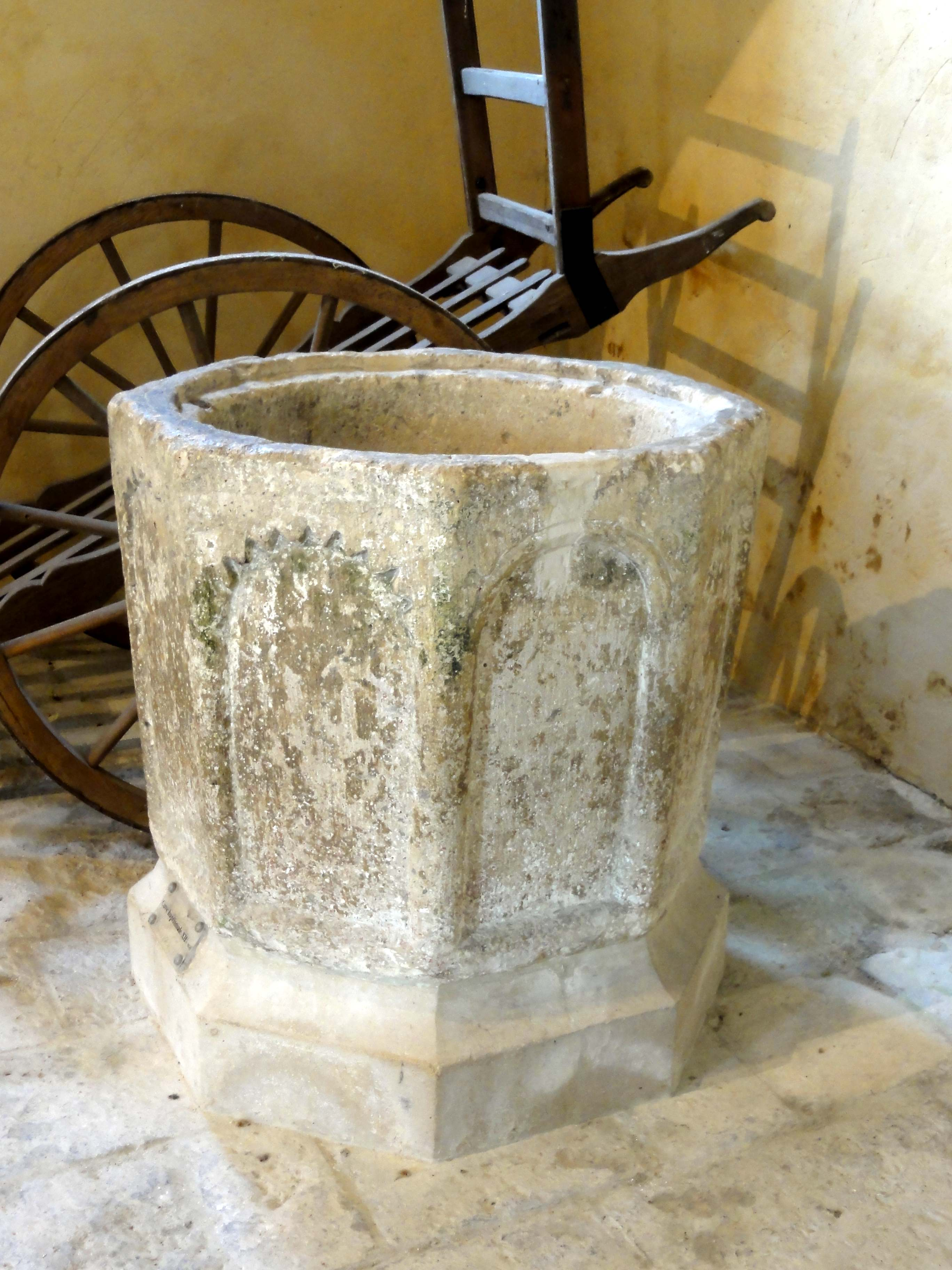
Taufbecken in Rocquemont

Das Taufbecken in der katholischen Pfarrkirche St-Laurent in Rocquemont, einer französischen Gemeinde im Département Oise in der Region Hauts-de-France, wurde im 12. Jahrhundert geschaffen. 
Im Jahr 1913 wurde das romanische Taufbecken als Monument historique in die Liste der geschützten Objekte (Base Palissy) in Frankreich aufgenommen.
Das 68 cm hohe und 84 cm breite Taufbecken aus Kalkstein wurde aus einem Steinblock geschaffen. Es ist ringsum mit Rundbögen geschmückt.